# Fluidmekanik
Fluidmekanik eller strømningslære er den gren af fysikken, der beskæftiger sig med væsker og gasser eller andre fluider. En fluid er et emne, der reagerer på spændinger ved at strømme.
Nøgleord er således:
- aerodynamik
- hydrodynamik
- strømning
- turbulens
- vindmølleteknik